# Calochortus raichei
Calochortus raichei är en liljeväxtart som beskrevs av Farwig och V.Girard. Calochortus raichei ingår i släktet Calochortus och familjen liljeväxter. Inga underarter finns listade.